# كأس اليونان 2013–14
كأس اليونان 2013–14 (باليونانية: Κύπελλο Ελλάδος ποδοσφαίρου ανδρών 2013-14)‏ هو الموسم 72 من كأس اليونان. أشرف على تنظيمه الاتحاد الإغريقي لكرة القدم، وكان عدد الأندية المشاركة فيه 46، وفاز فيه باناثينايكوس.